# Église Saint-Sylvain de Saint-Sylvain
Pour les articles homonymes, voir Église Saint-Sylvain.
L'église Saint-Sylvain est une église catholique située à Saint-Sylvain, en France.

## Localisation
L'église est située dans le département français du Calvados, dans le bourg de Saint-Sylvain.

## Historique
Le chœur et la chapelle attenante sont classés au titre des monuments historiques depuis le 14 décembre 1914.

## Architecture
L'église montre un plan irrégulier, résultat de modifications successives au cours des siècles. Le chœur date du XIIIe siècle, tandis que la nef comme le transept nord sont plus récents, probablement du XVIIIe siècle.